# Polsko na Letních olympijských hrách 1988
Polsko na Letních olympijských hrách 1988 v jihokorejském Soulu reprezentovalo 143 sportovců, z toho 111 mužů a 32 žen. Nejmladší účastnicí byla gymnastka Eliza Białkowska (15 let, 73 dní), nejstarší pak sportovní střelec Jerzy Greszkiewicz (38 let, 251 dnů). Reprezentanti vybojovali 16 medailí, z toho 2 zlaté, 5 stříbrných a 9 bronzových.

## Medailisté
| Medaile | Jméno                                                                | Sport      | Disciplína                       |
| ------- | -------------------------------------------------------------------- | ---------- | -------------------------------- |
| Zlato   | Waldemar Legień                                                      | judo       | muži váha polostřední do 78 kg   |
| Zlato   | Andrzej Wroński                                                      | zápas      | muži řecko-římský do 100 kg      |
| Stříbro | Marek Dopierała Marek Łbik                                           | kanoistika | muži kánoe C-2 500 metrů         |
| Stříbro | Andrzej Głąb                                                         | zápas      | muži řecko-římský do 48 kg       |
| Stříbro | Joachim Halupczok Marek Lesniewski Andrzej Sypytkowski Zenon Jaskuła | cyklistika | družstvo silniční závod          |
| Stříbro | Janusz Olech                                                         | šerm       | muži šavle                       |
| Stříbro | Janusz Pawłowski                                                     | judo       | muži váha pololehká do 65 kg     |
| Bronz   | Marek Dopierała Marek Łbik                                           | kanoistika | muži kánoe C-2 1000 m            |
| Bronz   | Jan Dydak                                                            | box        | muži váha lehká střední do 67 kg |
| Bronz   | Izabela Dylewská                                                     | kanoistika | ženy kajak K-1 500 m             |
| Bronz   | Andrzej Golota                                                       | box        | muži těžká váha do 91 kg         |
| Bronz   | Henryk Petrich                                                       | box        | muži váha polotěžká do 81 kg     |
| Bronz   | Janusz Zarenkiewicz                                                  | box        | muži váha supertěžká nad 91 kg   |
| Bronz   | Artur Wojdat                                                         | plavání    | muži 400 m volný způsob          |
| Bronz   | Slawomir Zawada                                                      | vzpírání   | muži střední váha do 90 kg       |
| Bronz   | Józef Tracz                                                          | zápas      | muži řecko-římský do 74 kg       |